# Claude Jousseaume
Pour les articles homonymes, voir Jousseaume.
 (décembre 2020).
Si vous disposez d'ouvrages ou d'articles de référence ou si vous connaissez des sites web de qualité traitant du thème abordé ici, merci de compléter l'article en donnant les références utiles à sa vérifiabilité et en les liant à la section « Notes et références ».
Claude Jousseaume est un homme politique français, né le 11 février 1933 à Rochefort (Charente-Maritime) et mort le 30 décembre 2016 à Tonnay-Boutonne (Charente-Maritime).

## Biographie
Il fut membre de l'Union des démocrates pour la République, il appartient aujourd'hui à l'Union pour un mouvement populaire.
Pharmacien de profession, il fut élu comme suppléant du député UDR de la cinquième circonscription de la Charente-Maritime, Jean de Lipkowski lors d'une élection législative partielle le 12 décembre 1971 ; cette élection avait été organisée à la suite du décès du précédent suppléant, Raymond Grandsart, qui siégeait à l'Assemblée nationale depuis la nomination de M. de Lipkowski au gouvernement de Maurice Couve de Murville.
Claude Jousseaume siégea à l'Assemblée nationale du 12 janvier 1972 à la fin de la IVe législature, en raison du maintien au gouvernement de M. de Lipkowski. Aux élections législatives de 1973, le suppléant de Jean de Lipkowski fut André Brillouet, ce qui mit fin à la carrière parlementaire de Claude Jousseaume.
Élu au conseil municipal de Tonnay-Boutonne, il est président la Communauté de communes du Val de Trézence, de la Boutonne à la Devise depuis sa création le 30 décembre 1996.
Le 31 août 2005, il est devenu membre du comité de bassin Adour-Garonne.

## Sources
- « Claude Jousseaume », dans Adolphe Robert et Gaston Cougny, Dictionnaire des parlementaires français, Edgar Bourloton, 1889-1891 [détail de l’édition] [texte sur Sycomore]